# Ордерная суперпозиция
О́рдерная суперпози́ция (лат. super ponere — ставить наверх) — «определённая последовательность разных ордеров в одной композиции».
Архитектор и историк архитектуры И. Б. Михаловский связывал происхождение такого порядка исключительно с архитектурой Древнего Рима и размерами сооружений. Греки, если и использовали двухъярусные колоннады, то, как правило, для поддержки перекрытия внутри храма и одного ордера. Римляне, усложняя архитектурную композицию применением «римских архитектурных ячеек» (многоярусных аркад с полуколоннами декоративного характера), сделали возможным использование в таких композициях элементов разных ордеров: «Колонна становится не ответственно-конструктивной, а декоративной формою, украшая собой массивы стен больших общественных сооружений. На фасаде колоссального Театра Марцелла в Риме (I в. до н. э.) помещены два ордера: в первом этаже — дорический, во втором — ионический. В амфитеатре Флавиев (Колизей), здании небывалых размеров, имеющем в плане овальную форму, ордера размещены в четыре яруса. В нижнем этаже обыкновенно помещались колонны более тяжёлых пропорций, выше располагались более лёгкие ордера. Так и в Колизее: нижний ярус украшен дорическим ордером, второй — ионическим, третий — коринфским; для четвёртого же яруса, представляющего собой сплошную стену, римляне использовали коринфские пилястры».
Огюст Шуази вместо термина «ордерная суперпозиция» использовал определение «поярусное распределение ордеров», но смысл понятия не менялся. Шуази также отмечал, что «самым замечательным примером поярусного распределения ордеров» является древнеримский Септизоний (не сохранился), состоявший из трёх ярусов колоннад одного коринфского ордера, но различавшихся «зрительным весом» пропорций.
В архитектуре итальянского Возрождения «ордерный порядок» стал правилом. Нижний ярус фасадов типично итальянских палаццо (городских дворцов) оформляли с применением колонн или пилястр самых тяжёлых ордеров: тосканского или римско-дорического, следующий — ионического, а затем самым лёгким и изящным коринфским или композитным. Для усиления впечатления в нижних этажах применялась рустика. Иной порядок, но не нарушающий главного принципа, следуя примеру древнеримского Септизония, продемонстрировал Донато Браманте в фасадах Палаццо Канчеллерия в Риме.
В последовательности ордеров допускались пропуски («неполная суперпозиция»), но перестановки «по весу» возбранялись. Ордерную суперпозицию следует отличать от понятия большого, или колоссального, ордера с колоннами одного ордера в высоту двух или более этажей.

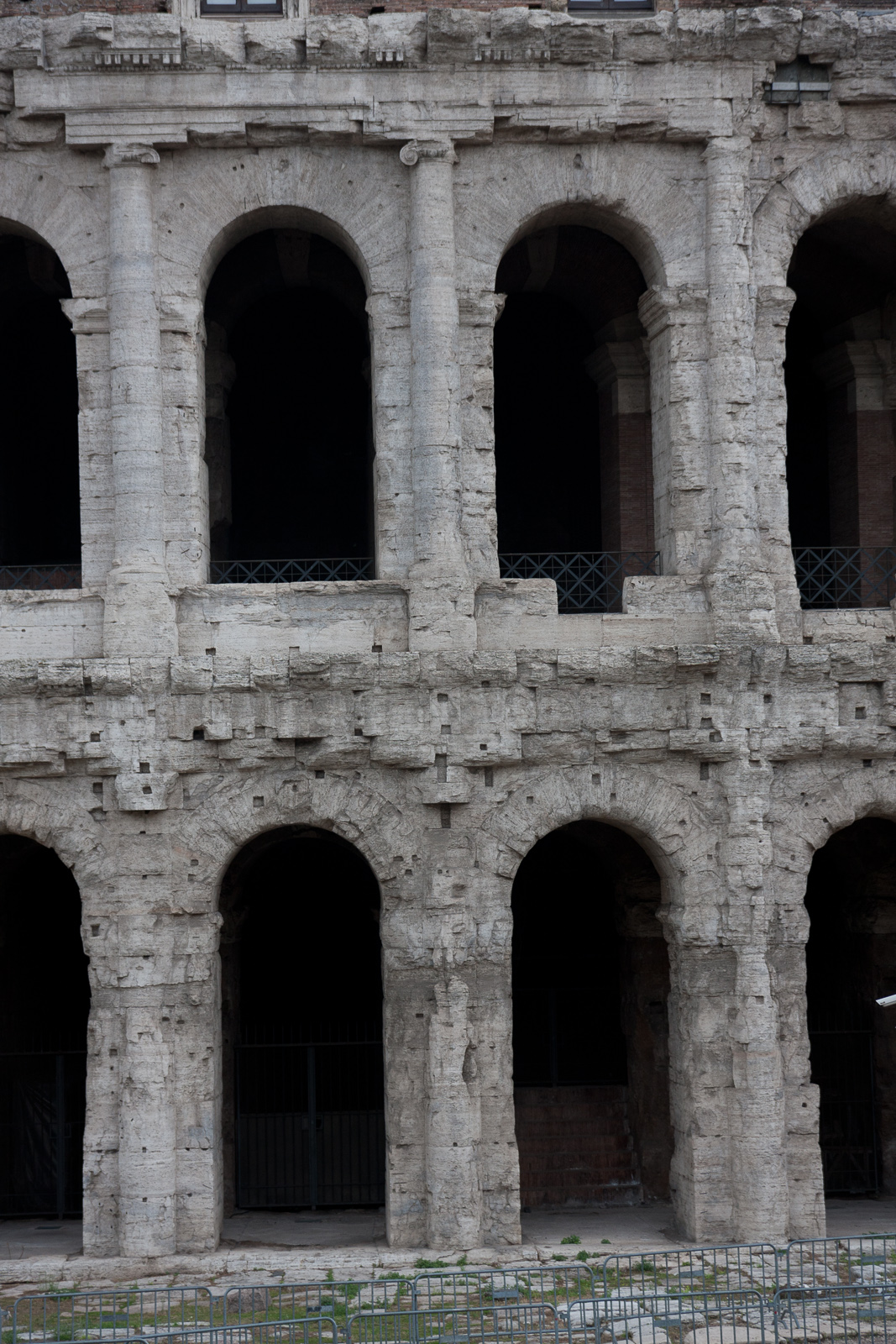
Tеатр Марцелла в Риме. Деталь. 13—11 гг. до н. э
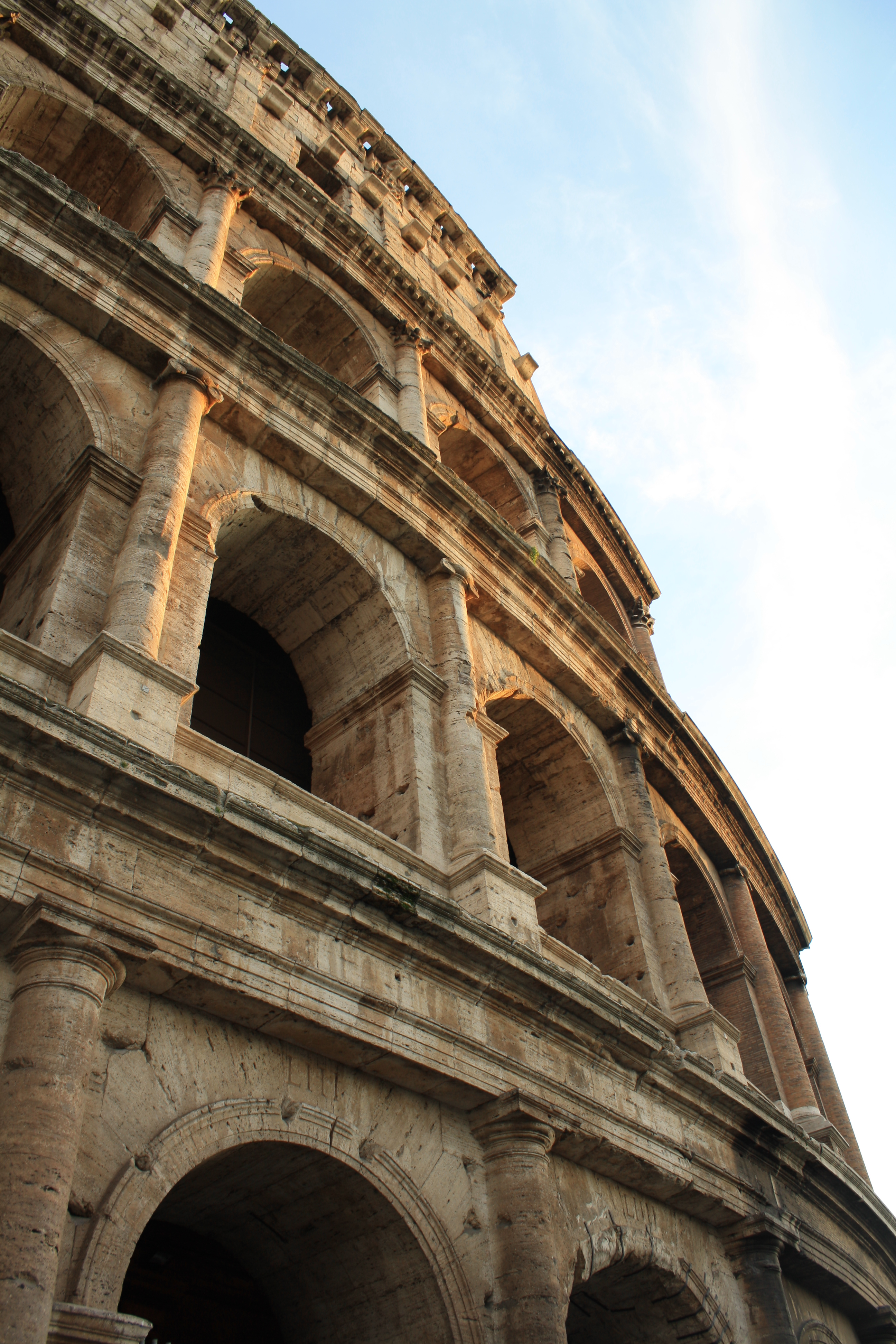
Суперпозиция ордерных аркад Колизея. 72—80 гг. н.э.
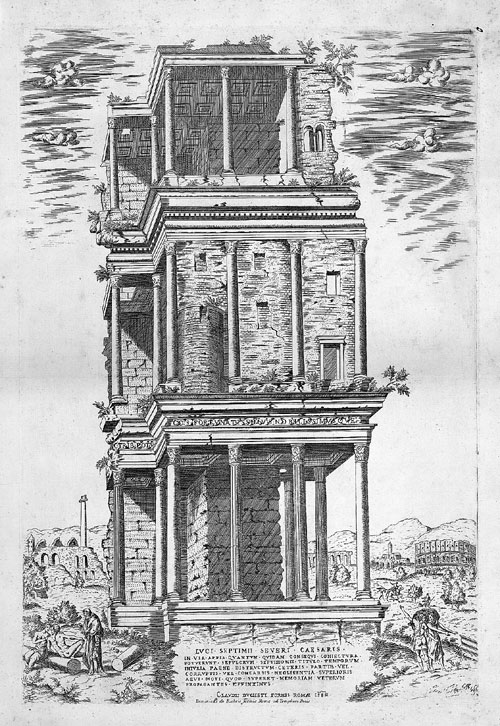
Септизоний (нимфей) в Риме. 203 г. н. э. Гравюра 1582 года
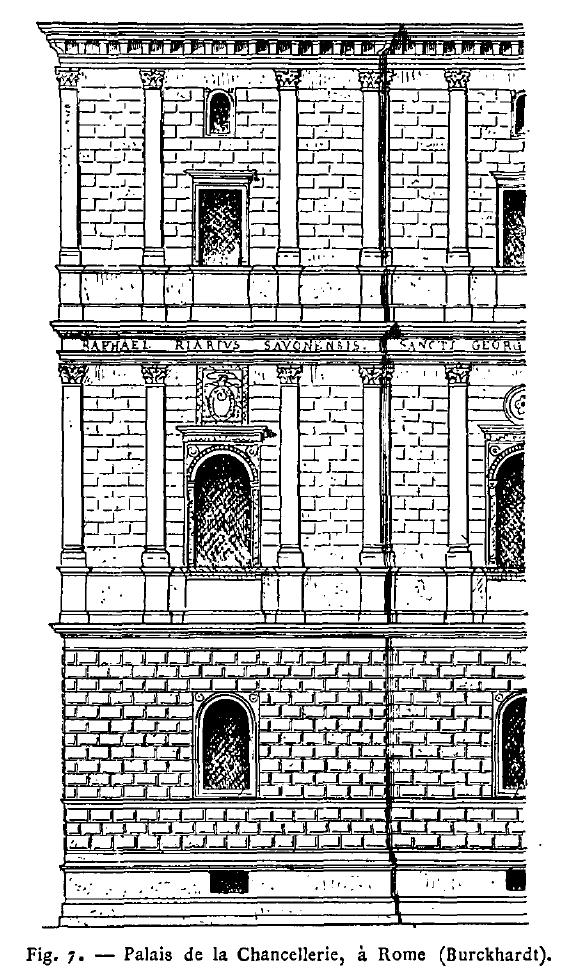
Палаццо Канчеллерия в Риме. 1513. Архитектор Д. Браманте. Обмерный чертёж